# 矢沢頼康
矢沢 頼康（やざわ よりやす）は、戦国時代から江戸時代前期にかけての武将。真田氏の家臣。真田幸隆の弟・矢沢頼綱の嫡男。真田信綱や真田昌幸の従兄弟にあたる。

## 生涯
若い頃より沼田城代であった父に従い、天正期には既に城代をまかされていたとの記述もある。
天正13年（1585年）に昌幸の子信繁が上杉景勝の元へ人質に出される際には、警護として随伴。同年の第1次上田合戦では、上杉景勝からの援軍と共に支城の矢沢城に篭って依田勢1500を退け、追撃戦では大久保忠世らを散々に蹴散らす活躍を見せた。この年を境に父・頼綱の活動はあまり見られなくなり、書状でも父と連署したものはこの年が最初で最後になっているため、この前後に代替わりが行なわれたものと推測される。
関ヶ原の戦い時には真田信之に属し、信之の息子である信政を人質として徳川家康のもとに送り届けたという。その後も当主となった信之に仕え、大坂の陣では信之の代わりに出陣した子（信吉、信政）らを補佐した。出陣にあたって、信之は頼康に「何事も油断なく、間に入って頼み入り候」と書き送っている。
寛永3年（1626年）に死去。頼康に子はなかったが、遺言により弟の頼邦が跡を継ぎ、その後子孫は代々松代藩家老職を担って真田氏を支えた。

## 登場する作品
- 『真田太平記』（1985年 - 1986年、NHK、演：大谷友右衛門）
- 『真田丸』（2016年、NHK大河ドラマ、演：迫田孝也）